# چیکیئرز
چیکیئرز (به لاتین: Trzycierz) یک روستای لهستان در لهستان است که در Gmina Korzenna واقع شده‌است.

## خصوصیات
چیکیئرز ۴۸۷ نفر جمعیت دارد.